# Colibri
Colibri és un gènere d'ocells de la subfamília dels politmins (Polytminae) dins la família del troquílids (Trochilidae). Aquests colibrís habiten zones forestals però també praderies, des de Mèxic i Amèrica Central fins al nord de l'Argentina.

## Descripció
Les espècies que formen el gènere Colibri tenen una mida que oscil·la entre 9,5 i 15  cm, i un pes de 4,8 a 8,5 grams. Encara que són aus petites, no són les més petites, atès que aquests pertanyen al gènere Mellisuga.
Tenen cua àmplia, bifurcada o arrodonida. El bec és negre i prim, relativament llarg i corbat, i tenen una llarga llengua en forma tubular. El plomatge de tres de les quatre espècies és principalment verd o gris clar. Els mascles tenen una taca violeta-blau corrent cap enrere i avall de l'ull (les plomes s'aixequen quan estan excitats) i un pegat brillant sobre la gola. El plomatge de les femelles s'assembla al dels mascles, però els pegats de l'oïda i de la gola són més petits.
Construeixen nius en forma de copa amb les restes de fils, branques i plomes emmotllades mitjançant el llengueteig i l'aixafament. Solen posar 2 ous de color blanc. Mentre incuben, són agressivament territorials i impedeixen la tafaneria d'altres ocellets, inclusivament de la mateixa espècie, en la proximitat del niu.
Tot i que molts moren durant el seu primer any de vida, especialment en el vulnerable període entre la incubació i el moment d'abandonar el niu, aquells que sobreviuen viuen una mitjana d'entre 3 i 4 anys.

## Taxonomia
Se n'han descrit quatre espècies dins aquest gènere: i una cinquena (C. cyanotus) reconeguda pel Congrés Ornitològic Internacional.
- colibrí rutilant (Colibri coruscans). (Gould, 1846) [4] Habita al nord d'Amèrica del Sud (Veneçuela, Guaiana, nord del Brasil, Argentina, Bolívia, Xile; Colòmbia; Equador; Perú).[5]
- colibrí bru (Colibri delphinae). (Lesson, 1839)  [4] Es distribueix a Amèrica Central (Belize, Costa Rica, Guatemala, Hondures, Nicaragua, Panamà), Trinitat i Tobago i Amèrica del Sud (Bolívia, Brasil, Colòmbia, Equador, Guiana Francesa, Guaiana, Perú, Surinam, Veneçuela).[6]
- colibrí d'orelles morades (Colibri serrirostris). (Vieillot, 1816)  [4] Es distribueix a Amèrica del Sud (Argentina, Bolívia, Brasil, Paraguai).[7]
- colibrí verd (Colibri thalassinus). (Swainson, 1827) [4] Segons BirdLife International, que inclou  cyanotus  com a subespècie de  C. thalassinus , es distribueix a Amèrica del nord (Canadà, Estats Units, Mèxic), Amèrica Central (Costa Rica, El Salvador, Guatemala, Hondures, Nicaragua, Panamà) i Amèrica del Sud (Argentina, Bolívia, Colòmbia, Equador, Perú, Veneçuela).[8]
- Colibrí d'orelles blaves (Colibri cyanotus)  (Bourcier, 1843) [2] - Es distribueix a Amèrica Central (Costa Rica, Panamà)[9] i Amèrica del Sud (Colòmbia, Veneçuela, Equador, Perú, Bolívia).